# Biała (Wieluń)
Pour les articles homonymes, voir Biała.
Biała est une localité polonaise, siège de la gmina de Biała, située dans le powiat de Wieluń en voïvodie de Łódź.